# Carry on Oi!
Continue Oi! est un album de compilation de groupes Oi! publié en 1981 par Secret Records. . Également connu sous le nom d' Oi 3 ! , il a été compilé par Garry Bushell.

## Historique
L'albumsuit Oi! The Album (1980) et Strength Thru Oi! (1981), et fut lui-même suivi par Oi! Oi! That's Yer Lot! (1982). Il se hisse à la 4ème place des charts indépendants. Il contient des titres très fédérateurs. Un poème de Garry Johnson ouvre la compilation,.

## Liste des pistes
1. "United" - Garry Johnson
2. "Dambusters March" - JJ All Stars
3. "Suburban Rebels" - The Business
4. "Each Dawn I Die" - Infa-Riot
5. "Arms Race" - The Partisans
6. "East End Kids" - The Ejected
7. "Transvestite" - Peter and the Test Tube Babies
8. "Nation on Fire" - Blitz
9. "King of the Jungle" - The Last Resort
10. "Tuckers Ruckers Ain't No Suckers" - The Gonads
11. "Evil" - 4 Skins
12. "Product" - The Business
13. "SPG" - Red Alert
14. "Guvnor's Man" - Oi The Comrade
15. "Maniac" - Peter and the Test Tube Babies
16. "What Am I Gonna Do" - The Ejected
17. "No U Turns" - The Partisans
18. "Youth" - Blitz
19. "Walk On" - Oi The Choir

## Voir également
- Oi! The Album
- Oi! Oi! That's Yer Lot!
- Strength Thru Oi!
- Son of Oi!